# Ammonite (album)
ammonite (アンモナイト?, Anmonaito) è l'undicesimo album della rock band visual kei giapponese Plastic Tree. È stato pubblicato il 6 aprile 2011 dall'etichetta major Tokuma Japan Communications.
Esistono due edizioni dell'album: una normale con custodia jewel case, ed una speciale in edizione limitata con custodia jewel case, cover diversa e DVD extra.

## Il disco
Sotto diversi aspetti ammonite è un'opera di rinnovamento per i Plastic Tree. È infatti il primo album da loro realizzato con la casa discografica Tokuma Japan Communications (ramo musicale della Tokuma Shoten), nota in patria per avere un parco artisti molto variegato e in tutti i generi, comprendente anche musicisti agli antipodi come il trio elettropop Perfume ed i post-rock sperimentali tè. Inoltre, è il primo album della storia della band in cui il batterista partecipa non solo all'arrangiamento, ma anche alla scrittura dei brani: in Setsugetsuka e Blue Back Kenken Satō ha scritto rispettivamente le parole e la musica. Ancora, è il primo album dei Plastic Tree a contenere una canzone con testo interamente in lingua inglese: si tratta del brano Thirteenth Friday (originariamente noto come 13th,Friday) scritto dal gruppo in occasione del concerto-evento Tent 2, tenutosi il 13 agosto 2010 al Nippon Budōkan. Infine, anche il titolo si riferisce ad una sorta di rinnovamento verso il futuro: ammonite è infatti un gioco di parole in cui la parte finale del nome, "-nite", si legge come "notte" in inglese, night; in questo senso il concept dell'album, la notte, è intesa come la fase di passaggio prima di arrivare ad un nuovo giorno.

## Tracce
Dopo il titolo è indicata fra parentesi "()" la grafia originale del titolo, eventuali note sono riportate dopo il punto e virgola ";".
1. Thirteenth Friday (Thirteenth Friday?) - 6:45 (Tadashi Hasegawa - Ryūtarō Arimura)
2. Moonlight----. (ammonite ban) (ムーンライト――――。（アンモナイト版）?) - 4:45 (Ryūtarō Arimura - Ryūtarō Arimura, Tadashi Hasegawa)
3. Taikutsu machine (退屈マシン?) - 3:28 (Akira Nakayama)
4. Mirai iro (ammonite ban) (みらいいろ（アンモナイト版）?) - 4:10 (Ryūtarō Arimura - Tadashi Hasegawa)
5. Setsugetsuka (雪月花?) - 4:02 (Kenken Satō - Ryūtarō Arimura)
6. I Love You So (アイラヴュー・ソー?) - 3:26 (Ryūtarō Arimura)
7. Aria (アリア?) - 4:56 (Tadashi Hasegawa - Akira Nakayama)
8. Duetto (デュエット?) - 5:07 (Akira Nakayama)
9. Bambi (ammonite ban) (バンビ（アンモナイト版）?) - 5:20 (Ryūtarō Arimura - Tadashi Hasegawa)
10. Sabishinbō (さびしんぼう?) - 5:03 (Ryūtarō Arimura);
11. ~Sakuhin「ammonite」~ (～作品「ammonite」～?) - 1:46 (Ryūtarō Arimura, Akira Nakayama, Tadashi Hasegawa, Kenken Satō)
12. Blue Back (ブルーバック?) - 5:39 (Ryūtarō Arimura - Kenken Satō)
13. spooky (spooky?) - 3:08 (Tadashi Hasegawa); bonus track presente solo nell'edizione normale dell'album

### DVD
1. Thirteenth Friday (Thirteenth Friday?); videoclip

Fotogramma del videoclip di Thirteenth Friday.

2. Riprese dietro le quinte del tour asiatico Gessekai ryokō ~Asia hen~

## Singoli
- 28/07/2010 - Moonlight ----.
- 15/12/2010 - Mirai iro

## Formazione
- Ryūtarō Arimura - voce e seconda chitarra
- Akira Nakayama - chitarra, cori, PC
- Tadashi Hasegawa - basso e cori
- Kenken Satō - batteria